# ..ду/аут.. (жрець Амона)
..ду/аут.. (д/н — 855 до н. е.) — давньоєгипетський політичний діяч, верховний жрець Амона у 860—855 роках до н. е.

## Життєпис
Походив із Двадцять другої династії. Син Харсієса I, верховного жерця Амона і царя Фів. Фрагмент його імені зберігся тільки в нижній частині гранітного саркофага Харсієса I, виявленого в Коптосі, і нині зберігається в Єгипетському музеї в Каїрі. ..ду-аут.. був наступником свого батька у 860 році до н. е. Обіймав посаду до 855 року до н. е.
Був сучасником фараона Осоркона II. Серед деяких єгиптологів існує думка, що ця людина могла ототожнюватися з фараоном Петубастом I.